# Nikon D5
Nikon D5 — професійний цифровий дзеркальний фотоапарат, представлений компанією Nikon на виставці CES в січні 2016 року як заміна попередньої моделі Nikon D4s. Абсолютним рекордом стала максимальна світлочутливість ISO 3 280 000 в розширеному діапазоні «Hi-5», вперше досягнута в серійному фотоапараті. Результат отримано за рахунок поєднання нової повнокадрової CMOS-матриці і процесора EXPEED 5, розроблених компанією самостійно. Висока якість зображення при цьому досягається навіть на порівняно високих значеннях ISO до 12 800, часто використовуваних в спортивній фотожурналістиці.

## Особливості
Фотоапарат генерує файли фотографій з роздільністю в 20,8 мегапікселя і дозволяє записувати відео надвисокої чіткості формату 4К (3840×2160/30 fps). За цим параметром нова модель зрівнялася зі спеціалізованою камерою Canon EOS-1D C, перевершивши її наявністю вбудованої функції цейтраферної зйомки. Однак довжина ролика надвисокої чіткості обмежена 3 хвилинами. Система автофокусу нового покоління забезпечує фокусування по 153 точкам, 99 з яких — хрестового типу. Новий датчик Multi-CAM 20K маю високу чутливість: центральна точка впевнено працює в світлових умовах, що відповідають -4 EV, а інші працездатні при яскравості лише на щабель більших.
Нова камера досягла рівня свого головного конкурента Canon EOS-1D X по частоті серійної зйомки з рухомим дзеркалом, що складає 12 кадрів в секунду навіть в режимі стежачого автофокусу, але поступається анонсованому місяцем пізніше Canon EOS-1D X Mark II. Розмір буфера дозволяє робити безперервні серії до 200 кадрів стисненого без втрат RAW з глибиною кольору 12 біт. При зафіксованому дзеркалі в режимі Live View досягається швидкість 14 кадрів в секунду при непрацюючому автофокусі. Система автоматичного керування експозицією в режимі оцінного виміру самостійно «розпізнає сцену» за допомогою нового кольорового 180-кілопіксельного сенсора. Підтримується режим HDRi для контрастних сюжетів.
Сенсорний дисплей з діагоналлю 3,2 дюйма має високу роздільність у 2,36 мільйони пікселів. Крім роз'єму «Micro-B» стандарту USB 3.0 камера штатно оснащується портом Ethernet з пропускною спроможністю 400 Мбіт в секунду для підключення до локальних обчислювальних мереж. Швидкість обміну даними збільшена в 1,5 рази порівняно з D4s. При стикуванні з новим Wi-Fi трансмітером «WT-6» фотоапарат може передавати файли без дротів на відстань до 200 метрів на FTP-сервер, а також з'єднуватися з керівним смартфоном. В останньому випадку потрібна установка мобільного додатку «Snapbridge», яке дозволяє миттєво розміщувати фотографії в соцмережах.
Nikon D5 випускається в двох варіантах: основний оснащений двома слотами для карт XQD, але можна замовити і розрахований на традиційний CompactFlash. При цьому модуль фотоапарата зі слотами за необхідності може бути замінений в сервіс-центрі, якщо власник вирішить змінити стандарт флеш-пам'яті. Початок продажів, пристосований до підготовки до літньої Олімпіади в Ріо-де-Жанейро, намічено на березень 2016 при вартості обох варіантів 6499,95 доларів США.